# Кузнецов, Сергей Вячеславович
Сергей Вячеславович Кузнецов (род. 3 ноября 1979, Минск) — белорусский футболист, защитник, футбольный тренер.

## Биография

### Клубная карьера
Воспитанник минской школы «Смена». Первый тренер — Михаил Францевич Шутович.
В высшей лиге чемпионата Беларуси выступал за клубы БАТЭ, «Нафтан», «Гранит» и брестское «Динамо», в украинской премьер-лиге — «Металлист», «Таврию» и киевский «Арсенал».
Затем выступал в турнирах ААФУ за «Бучу» и «Колос» (Коваливка), за который летом 2015 года был заявлен на первенство Второй лиги сезона 2015/16, однако на поле не выходил.

### Карьера в сборной
Провёл один матч за молодёжную сборную Беларуси.

### Карьера тренера
С лета 2015 года работал помощником главного тренера клуба «Колос» (Ковалёвка). 29 августа 2021 года после увольнения Руслана Костышина стал исполняющим обязанности главного тренера клуба. В начале ноября подал в отставку.
В мае 2025 года покинул пост главного тренера литовского ФК «Дайнава», который занимал с весны 2022 года, из-за неудовлетворительных результатов. После 13 туров чемпионата-2025 клуб находился на последнем месте, набрав 3 очка. За время работы Кузнецова «Дайнава» вышла в высшую лигу чемпионата Литвы, а в сезоне-2024 заняла 4-е место.

## Достижения
БАТЭ
- Чемпион Беларуси: 1999
- Серебряный призёр чемпионата Беларуси: 2000

«Металлист»
- Бронзовый призёр чемпионата Украины: 2006/07